# Australia ai Giochi della XIX Olimpiade
L'Australia partecipò ai Giochi della XIX Olimpiade che si sono svolti a Città del Messico dal 12 al 27 ottobre 1968, con una delegazione di 128 atleti impegnati in 16 discipline per un totale di 105 competizioni. Portabandiera fu il cavaliere Bill Roycroft, alla sua terza Olimpiade, già medaglia d'oro a Roma 1960
Il bottino della squadra, sempre presente ai Giochi estivi, fu di cinque medaglie d'oro, sette d'argento e cinque di bronzo che valsero il nono posto nel medagliere complessivo. Tre delle medaglie d'oro vennero dal nuoto e due dall'atletica leggera. A livello individuale va segnalato il nuotatore Mike Wenden, vincitore nei 100 e nei 200 metri stile libero.

## Medagliere

### Per discipline
| Sport            | Oro | Argento | Bronzo | Totale |
| ---------------- | --- | ------- | ------ | ------ |
| Nuoto            | 3   | 2       | 3      | 8      |
| Atletica leggera | 2   | 3       | 1      | 6      |
| Canottaggio      | 0   | 1       | 0      | 1      |
| Hockey su prato  | 0   | 1       | 0      | 1      |
| Equitazione      | 0   | 0       | 1      | 1      |
| Totale           | 5   | 7       | 5      | 17     |

### Medaglie
| Medaglia | Atleta | Sport            | Evento                                      |
| -------- | --- | ---------------- | ------------------------------------------- |
| Oro      | Ralph Doubell | Atletica leggera | 800 metri piani maschili                    |
| Oro      | Maureen Caird | Atletica leggera | 80 metri ostacoli                           |
| Oro      | Michael Wenden | Nuoto            | 100 metri stile libero maschili             |
| Oro      | Michael Wenden | Nuoto            | 200 metri stile libero maschili             |
| Oro      | Lyn McClements | Nuoto            | 100 metri farfalla femminili                |
| Argento  | Peter Norman | Atletica leggera | 200 metri piani maschili                    |
| Argento  | Raelene Boyle | Atletica leggera | 200 metri piani femminili                   |
| Argento  | Pam Kilborn | Atletica leggera | 80 metri ostacoli                           |
| Argento  | Alf Duval Michael Morgan Joe Fazio Peter Dickson David Douglas JR Ranch Gary Pearce Bob Shirlaw Tim. Alan Grover                                                    | Canottaggio      | Otto maschile                               |
| Argento  | Brian Glencross Ray Evans Robert Haigh Donald Martin James Mason Patrick Nilan Eric Pearce Gordon Pearce Julian Pearce Desmond Piper Fred Quine Ron Riley Don Smart | Hockey su prato  | Maschile                                    |
| Argento  | Greg Rogers Graham White Bob Windle Michael Wenden | Nuoto            | Staffetta 4x200 metri stile libero maschile |
| Argento  | Lynne Watson Judy Playfair Lyn McClements Jenny Steinbeck | Nuoto            | Staffetta 4x100 metri misti femminile       |
| Bronzo   | Jennifer Lamy | Atletica leggera | 200 metri piani femminili                   |
| Bronzo   | Wayne Roycroft Brien Cobcroft Bill Roycroft James Scanlon | Equitazione      | Concorso completo a squadre                 |
| Bronzo   | Greg Brough | Nuoto            | 1500 metri stile libero maschili            |
| Bronzo   | Greg Rogers Robert Cusack Bob Windle Michael Wenden | Nuoto            | Staffetta 4x100 metri stile libero maschile |
| Bronzo   | Karen Moras | Nuoto            | 400 metri stile libero femminili            |